# Arkéa-B&B Hotels
Arkéa-B&B Hotels (código UCI: ARK) es un equipo ciclista profesional francés, de categoría UCI WorldTeam. Participa en las divisiones de ciclismo UCI WorldTour, UCI ProSeries y los Circuitos Continentales UCI. Se creó en 2005 bajo el nombre Bretagne-Jean Floc'h.

## Corredor mejor clasificado en las Grandes Vueltas
| Año  | Giro de Italia               | Tour de Francia         | Vuelta a España         |
| ---- | ---------------------------- | ----------------------- | ----------------------- |
| 2014 | -                            | 16.º Brice Feillu       | -                       |
| 2015 | -                            | 52.º Pierrick Fédrigo   | -                       |
| 2016 | -                            | 59.º Eduardo Sepúlveda  | -                       |
| 2017 | -                            | 16.º Brice Feillu       | -                       |
| 2018 | -                            | 17.º Warren Barguil     | -                       |
| 2019 | -                            | 10.º Warren Barguil     | -                       |
| 2020 | -                            | 14.º Warren Barguil     | -                       |
| 2021 | -                            | 28.º Nairo Quintana     | -                       |
| 2022 | -                            | 6.º Nairo Quintana      | 42.º Élie Gesbert       |
| 2023 | 17.º Warren Barguil          | 22.º Warren Barguil     | 13.º Cristián Rodríguez |
| 2024 | 25.º Michel Ries             | 36.º Cristián Rodríguez | 13.º Cristián Rodríguez |
| 2025 | 22.º Embret Svestad-Bårdseng | 7.º Kévin Vauquelin     | Bandera de ?            |

## Clasificaciones UCI
A partir de 2005 la UCI instauró los Circuitos Continentales UCI, donde el equipo está desde que se creó dicha categoría ya que este se creó en dicho año, registrado dentro del UCI Europe Tour. Estando en las clasificaciones del UCI Europe Tour Ranking y UCI Africa Tour Ranking. Las clasificaciones del equipo y de su ciclista más destacado son las siguientes:
| Año                      | Clasificación por equipos | Mejor corredor en la clasificación individual | Posición |
| 2005 (Europe Tour)       | 13.º                      | Stéphane Petilleau                            | 47.º     |
| 2005-2006 (Europe Tour)  | 18.º                      | Cédric Hervé                                  | 36.º     |
| 2006-2007 (Africa Tour)  | 11.º                      | Stéphane Bonsergent                           | 75.º     |
| 2006-2007 (Europe Tour)  | 30.º                      | David Le Lay                                  | 169.º    |
| 2007-2008 (Africa Tour)  | 8.º                       | Yann Pivois                                   | 28.º     |
| 2007-2008 (Europe Tour)  | 33.º                      | Cyril Gautier                                 | 50.º     |
| 2008-2009 (Europe Tour)  | 21.º                      | Dimitri Champion                              | 20.º     |
| 2009-2010 (Europe Tour)  | 11.º                      | Florian Vachon                                | 27.º     |
| 2010-2011 (Europe Tour)  | 13.º                      | Laurent Pichon                                | 21.º     |
| 2011-2012 (Europe Tour)  | 13.º                      | Laurent Pichon                                | 24.º     |
| 2012-2013 (Europe Tour)  | 19.º                      | Armindo Fonseca                               | 44.º     |
| 2013-2014 (Europe Tour)  | 10.º                      | Armindo Fonseca                               | 23.º     |
| 2013-2014 (America Tour) | 30.º                      | Eduardo Sepúlveda                             | 175.º    |
| 2015 (Europe Tour)       | 3.º                       | Pierrick Fédrigo                              | 18.º     |
| 2015 (America Tour)      | 12.º                      | Kévin Ledanois                                | 17.º     |
| 2015 (Africa Tour)       | 7.º                       | Yauheni Hutarovich                            | 39.º     |
| 2016 (Africa Tour)       | 6.º                       | Anthony Delaplace                             | 35.º     |
| 2016 (America Tour)      | 17.º                      | Eduardo Sepúlveda                             | 41.º     |
| 2016 (Asia Tour)         | 52.º                      | Eduardo Sepúlveda                             | 221.º    |
| 2016 (Europe Tour)       | 12.º                      | Daniel McLay                                  | 29.º     |
| 2017 (America Tour)      | 45.º                      | Eduardo Sepúlveda                             | 235.º    |
| 2017 (Europe Tour)       | 5.º                       | Laurent Pichon                                | 15.º     |
| 2018 (Asia Tour)         | 93.º                      | Sindre Skjøstad Lunke                         | 518.º    |
| 2018 (Europe Tour)       | 15.º                      | Bram Welten                                   | 115.º    |
| 2019 (Europe Tour)       | 9.º                       | Warren Barguil                                | 82.º     |
| 2020 (America Tour)      | -                         | Nairo Quintana                                | 5.º      |
| 2020 (Europe Tour)       | 2.º                       | Warren Barguil                                | 29.º     |
| 2021 (America Tour)      | -                         | Nairo Quintana                                | 6.º      |
| 2021 (Europe Tour)       | 2.º                       | Warren Barguil                                | 59.º     |
| 2022 (America Tour)      | -                         | Nairo Quintana                                | 7.º      |
| 2022 (Europe Tour)       | 2.º                       | Hugo Hofstetter                               | 31.º     |

### UCI World Ranking
La Unión Ciclista Internacional elaboraba el Ranking UCI de clasificación de los ciclistas y equipos profesionales.
| Año  | Clasificación por equipos | Mejor corredor  | Posición |
| 2023 | 19.º                      | Hugo Hofstetter | 37.º     |

## Material ciclista 2023
Bicicletas: Bianchi
Ruedas: Dura-Ace

## Palmarés

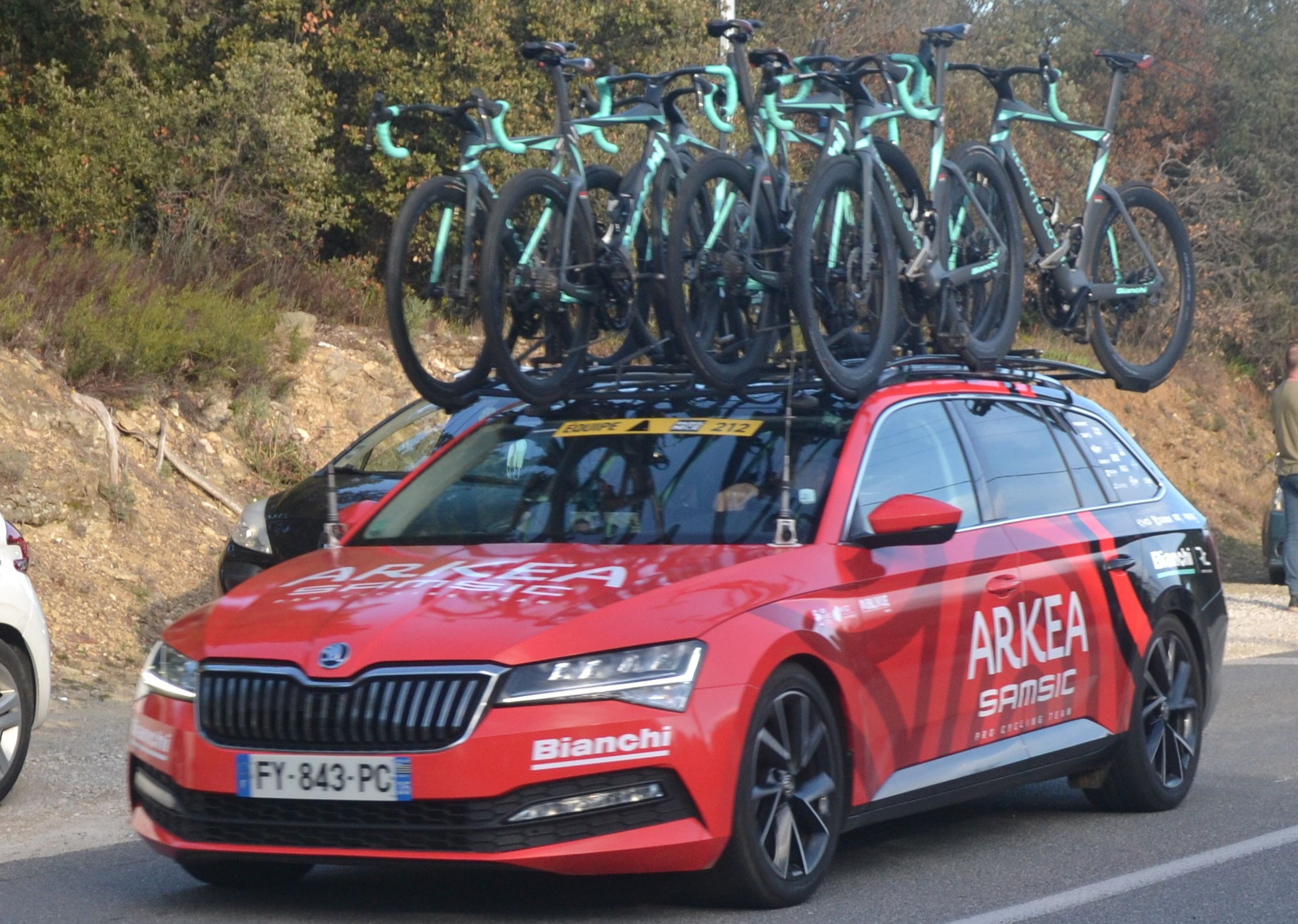
Vehículo del equipo.

Para años anteriores, véase Palmarés del Arkéa-B&B Hotels

### Palmarés 2025

#### UCI WorldTour
| Fechas | Carreras | Ganador |

#### UCI ProSeries
| Fechas | Carreras | Ganador |

#### Circuitos Continentales UCI
| Fechas       | Circuito             | Carreras                                                | Ganador            |
| 8 de febrero | UCI Europe Tour 2025 | 4.ª etapa de la Estrella de Bessèges                    | Kévin Vauquelin    |
| 9 de febrero | UCI Europe Tour 2025 | 5.ª etapa de la Estrella de Bessèges (CRI)              | Kévin Vauquelin    |
| 9 de febrero | UCI Europe Tour 2025 | Estrella de Bessèges                                    | Kévin Vauquelin    |
| 9 de abril   | UCI Europe Tour 2025 | 2.ª etapa del Tour de la Región de los Países del Loira | Victor Guernalec   |
| 11 de abril  | UCI Europe Tour 2025 | 4.ª etapa del Tour de la Región de los Países del Loira | Kévin Vauquelin    |
| 11 de abril  | UCI Europe Tour 2025 | Tour de la Región de los Países del Loira               | Kévin Vauquelin    |
| 26 de mayo   | UCI Europe Tour 2025 | Mercan'Tour Classic Alpes-Maritimes                     | Cristián Rodríguez |
| 18 de junio  | UCI Europe Tour 2025 | 1.ª etapa de la Ruta de Occitania (CRI)                 | Raúl García Pierna |

#### Campeonatos nacionales
| Fechas | Carreras | Ganador |

## Plantilla
Para años anteriores véase:Plantillas del Arkéa-B&B Hotels

### Plantilla 2025
| Nombre                  | Nacimiento | Nacionalidad | Equipo 2024                        |
| Jenthe Biermans         | 30/10/1995 | Bélgica      | Arkéa-B&B Hotels                   |
| Amaury Capiot           | 25/06/1993 | Bélgica      | Arkéa-B&B Hotels                   |
| Ewen Costiou            | 10/11/2002 | Francia      | Arkéa-B&B Hotels                   |
| Anthony Delaplace       | 11/09/1989 | Francia      | Arkéa-B&B Hotels                   |
| Arnaud Démare           | 26/08/1991 | Francia      | Arkéa-B&B Hotels                   |
| Giosuè Epis             | 04/03/2002 | Italia       | Arkéa-B&B Hotels Continentale      |
| Raúl García Pierna      | 23/02/2001 | España       | Arkéa-B&B Hotels                   |
| Élie Gesbert            | 01/07/1995 | Francia      | Arkéa-B&B Hotels                   |
| Donavan Grondin         | 26/09/2000 | Francia      | Arkéa-B&B Hotels                   |
| Thibault Guernalec      | 31/07/1997 | Francia      | Arkéa-B&B Hotels                   |
| Victor Guernalec        | 16/03/2000 | Francia      | Neo (Bourg-en-Bresse Ain Cyclisme) |
| Simon Guglielmi         | 01/07/1997 | Francia      | Arkéa-B&B Hotels                   |
| Laurens Huys            | 24/09/1998 | Bélgica      | Arkéa-B&B Hotels                   |
| Mathis Le Berre         | 16/04/2001 | Francia      | Arkéa-B&B Hotels                   |
| Léandre Lozouet         | 03/09/2004 | Francia      | Arkéa-B&B Hotels Continentale      |
| Luca Mozzato            | 15/02/1998 | Italia       | Arkéa-B&B Hotels                   |
| Michel Ries             | 11/03/1998 | Luxemburgo   | Arkéa-B&B Hotels                   |
| Cristián Rodríguez      | 03/03/1995 | España       | Arkéa-B&B Hotels                   |
| Louis Rouland           | 21/10/2002 | Francia      | Arkéa-B&B Hotels Continentale      |
| Miles Scotson           | 18/01/1994 | Australia    | Arkéa-B&B Hotels                   |
| Florian Sénéchal        | 10/07/1993 | Francia      | Arkéa-B&B Hotels                   |
| Embret Svestad-Bårdseng | 01/09/2002 | Noruega      | Arkéa-B&B Hotels Continentale      |
| Pierre Thierry          | 31/05/2003 | Francia      | Arkéa-B&B Hotels                   |
| Martin Tjøtta           | 27/01/2001 | Noruega      | Arkéa-B&B Hotels Continentale      |
| Kévin Vauquelin         | 26/04/2001 | Francia      | Arkéa-B&B Hotels                   |
| Clément Venturini       | 16/10/1993 | Francia      | Arkéa-B&B Hotels                   |
| Alessandro Verre        | 17/11/2001 | Italia       | Arkéa-B&B Hotels                   |

Stagiaires

Desde el 1 de agosto, los siguientes corredores pasaron a formar parte del equipo como stagiaires (aprendices a prueba).
| Corredor        | Nacimiento | Nacionalidad | Equipo 2025                       |
| --------------- | ---------- | ------------ | --------------------------------- |
| Camille Charret | 03/07/2006 | Francia      | Vélo Club Villefranche Beaujolais |